# Uso anglicano

La Croce di Canterbury, simbolo dell'Uso anglicano

L’Uso anglicano è la forma della liturgia presente nel Book of Common Worship, autorizzato nel 1980 da Giovanni Paolo II per le parrocchie negli Stati Uniti fondate da ex membri della Chiesa Episcopale degli Stati Uniti d'America che hanno aderito alla Chiesa cattolica, mentre allo stesso tempo hanno voluto mantenere, con il consenso della Santa Sede, alcune caratteristiche della tradizione anglicana.
Con un provvedimento pastorale dell'episcopato cattolico, queste parrocchie sono state erette in base alla dispensa pastorale concessa da Papa Giovanni Paolo II il 20 giugno 1980, che ha anche permesso l'ordinazione come sacerdoti cattolici di chierici sposati già della Chiesa Episcopale per il servizio sia in tali parrocchie personali che in altre diocesi cattoliche degli Stati Uniti.
A partire dal dicembre 2015 tutte queste parrocchie, a parte due, sono transitate negli ordinariati personali per ex-anglicani.
Con l'adozione a partire dal 29 novembre 2015 di Divine Worship: The Missal o, nella forma completa del titolo, Divine Worship: The Missal in accordance with the Roman Rite come messale di questi ordinariati, l'Uso anglicano nel senso qui indicato non è più autorizzato negli stessi ordinati, che chiamano "uso dell'ordinariato", non "uso anglicano", la propria forma della liturgia.